# Elizabeth de Beauchamp, baronesa Bergavenny
Elizabeth de Beauchamp, III baronesa (A)bergavenny (16 de septiembre de 1415, castillo de Hanley, Worcestershire – 18 de junio de  1448) era la única hija y heredera de Richard de Beauchamp, conde Worcester y barón Bergavenny, e Isabel, hija de Thomas le Despenser, conde de Gloucester, y Constanza de York, esta última nieta de Eduardo III de Inglaterra.
En 1421 o 1422, a la muerte de su padre, heredó el patrimonio de su padre, el 18 de marzo de 1421/1422, se le reconoció el tótulo suo jure de Lady Bervavenny.  Antes del 18 de octubre de 1424, se convirtió en la primera esposa de Edward Neville, III barón Bergavenny (m. 1476). Fue el hijo menor de Ralph Neville, conde de Westmorland y Joan Beaufort, hija de Juan de Gante y su tercera esposa, Catalina de Roet-Swynford. Tuvieron cuatro hijos:
- Richard Nevill (antes de 1439 – antes de 1476).
- Sir George Nevill (c. 1440–1492), quien se convirtió en IV y II barón Bergavenny tras la muerte de su padre. Ancestro de Mary Ball, madre de George Washington.
- Alice, casada con Sir Thomas Grey.
- Catherine (n. c. 144), casada con John Iwardby.

Fue enterada en Coventry, en un cementerio de las carmelitas.